# Seznam belgijskih poslovnežev
Seznam belgijskih poslovnežev.

## D
- William Damseaux
- Étienne Davignon

## E
- Édouard-Jean Empain

## F
- George Forrest
- Albert Frère

## G
- Silvio Gesell

## H
- Jean-Pierre Hansen

## J
- Georges Jacobs

## L
- Maurice Lippens
- Alfred Lowenstein

## M
- Gustave de Molinari

## N
- Georges Nagelmackers

## P
- Philippe van Parijs